# تيم ماتيس
تيم ماتيس (23 ديسمبر 1983 بغنت في بلجيكا - ) هو لاعب كرة قدم بلجيكي في مركز الهجوم. شارك مع منتخب بلجيكا لكرة القدم. أما مع النوادي، فقد لعب مع زولته فاريجيم وكيه في ميخيلين وليرس ونادي غينت ونادي مونز وPanthrakikos F.C. ‏.

## روابط خارجية
- تيم ماتيس على موقع قاعدة بيانات كرة القدم.إي يو (الإنجليزية)
- تيم ماتيس على موقع Soccerway.com (الإنجليزية)
- تيم ماتيس على موقع عالم كرة القدم.نت (الإنجليزية)